# Ер Адријатик
Ер Адријатик (енгл. Air Adriatic/AHR), са седиштем у Ријеци је била прва хрватска приватна чартер авио-компанија. Међу њеним дестинацијама су се налазили многи градови у Немачкој, Ирској, Норвешкој, Шведској и Уједињеном Краљевству. Ер Адријатикова флота је бројала 5 авиона Макдонел Даглас MD-82, 1 авион MD-83 и 1 Пајпер Навахо. Компанија је престала са радом у марту 2007. пошто је изгубила сертификат за ваздушног оператора.